# Ильинское (Романовское сельское поселение)
Ильинское — деревня в Весьегонском муниципальном округе Тверской области.

## География
Деревня находится в северо-восточной части Тверской области на расстоянии приблизительно 27 км на юг-юго-восток по прямой от районного центра города Весьегонск.

## История
Известна с 1745 года, как дворцовая деревня в составе Чамеровской карельской волости. Дворов здесь было 18 (1859 год), 29 (1889), 41 (1931), 25 (1963), 14 (1993), 7 (2008),
,. До 2019 года входила в состав Романовского сельского поселения до упразднения последнего.

## Население
Численность населения: 122 человека (1859 год), 147 (1889), 143 (1931), 81 (1963), 19 (1993), 2 (2021)
,, 16 (100 % русские) в 2002 году, 6 в 2010.